# Cornelis Petrus van Rossem

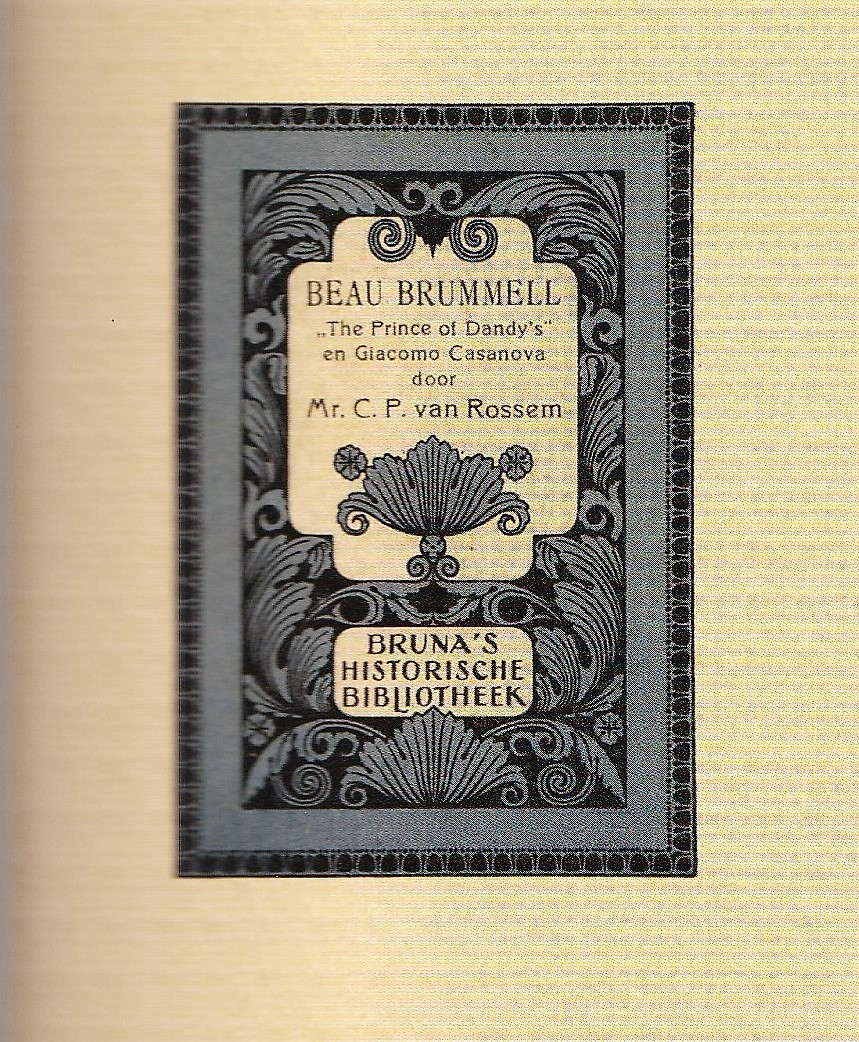
Cornelis Petrus van Rossem, Beau Brumell, "The Prince of Dandy's" en Giacomo Casanova, Bruna's Historische Bibliotheek, 1914. Voorplat.

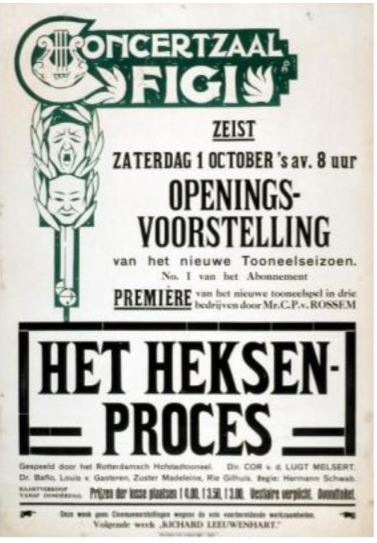
Affiche voor de openingsvoorstelling van toneelstuk Het heksenproces, Figi Zeist, 1 oktober 1927. Met dit toneelstuk verdedigde van Rossem het spiritisme.

Cornelis Petrus (Kees) van Rossem (Rotterdam, 21 april 1885 - Huis ter Heide, 31 december 1934) was een Nederlands jurist, toneelschrijver, journalist, spiritist, parapsycholoog en dichter. Soms schreef hij onder de schuilnaam Elegast.

## Leven
Kees van Rossem werd in Rotterdam geboren als zoon van de koopman Cornelis van Rossem (1855-1924) en Anna Josina Reepmaker (1859-1929). Van 1898 tot 1905 volgde hij het Stedelijk Gymnasium in Amersfoort, waar hij bij de rector J.H. Moll inwoonde. Hij studeerde rechten in Leiden en promoveerde daar in de rechtswetenschap in 1910. Terug in Rotterdam trouwde hij met Johanna Eleonora de Monchy (1891-1970), dochter van een expediteur. Met mr. J.C. Brons (1884-1964) vormde hij de maatschap Mrs. Brons en Van Rossem, advocaten, procureurs en dispacheurs.
Zijn eerste boek was Historische causeries (1912). In 1914 werd hij drie weken in hechtenis genomen vanwege zijn Pamflet tot aansporing van het stichten van een Anti-Duitsch Wereldverbond vanwege vermeende schending van de Nederlandse neutraliteit, maar de Haagse rechtbank sprak hem in 1915 vrij, waarop van Rossem met zijn gezin naar de Amersfoortseweg 15 in Huis ter Heide bij Zeist verhuisde.
Hij was actief als journalist voor onder meer de Haagse Post, De Telegraaf en het Het Nieuws van den Dag voor Nederlandsch-Indië, maar ook als schrijver van veertien toneelstukken, die zowel door professionele gezelschappen als door amateurs in rederijkerskamers gespeeld werden. Elisabeth Otten vertaalde toneelstukken van hem in het Duits.
Later werd van Rossem lid van de Vereniging van Spiritisten "Harmonia" afdeling Utrecht. Met zijn toneelstuk Het heksenproces verdedigde hij de parapsychologie, waar hij verschillende boeken aan wijdde. Hij was lid van het bestuur van de Kunstkring Zeist en adviseerde het Figi Theater daar.  Op 31 december 1934 pleegde hij zelfmoord op de later opgeheven spoorlijn De Bilt-Zeist.

## Citaat
De schrijver en toneelspeler Johan Wouter Broedelet (1877-1946) vermeldde dat van Rossem ook tijdens een gesprek op onbeschreven papier altijd iets wilde schrijven en citeerde hem als volgt:
Dat is 'n ziekte van me. En daar is - arme lezers - helaas niets aan te doen!.

## Werk
Onder meer

### Toneel
- 1912: De wedergeboorte, manuscript, toneelstuk, komedie[6]
- 1914: De omweg, toneelstuk
- 1916 2x: Pomarius, een blijspel in drie bedrijven van C.P. van Rossem, Rotterdam, W.L. & J. Brusse, 1916, toneelstuk
  - in de vertaling door Else Otten: Pomarius, Schwank-Lustspiel in drei Akten, Berlin, Oesterheld, 1919
- 1918: 
  - Phyllis: blijspel in drie bedrijven, Amsterdam, Van Holkema & Warendorf, Groot-Nederland, Dramatisch bijvoegsel, April 1918, toneelstuk
    - 1926: Phyllis, een comedie in 3 bedrijven, Zaandijk, Heijnis, 1926

  - Het engagement van Gislaine, toneelstuk, gespeeld seizoen 1918/1919
- 1919 met F.J. Soesman, Femina, blijspel in 3 bedrijven, [Amsterdam], Tijdschrift "Eigen haard", [1919], toneelstuk
  - in de vertaling door Else Otten: Femina (Frauenmacht) Dienstag, den 21. Oktobr 1919, ein psychopathisches Lustspiel in drei Aufzügen, [Düsseldorf] 1919, Reeks [Düsseldorfer Stadttheater], 1919,10,21, toneelstuk
  - met F.J. Soesman, in de vertaling door Else Otten: Femina : e. psychopath. Lustspiel in 3 Aufz.; unverkäufl. Ms., Berlin, Oesterheld, 1919, toneelstuk
  - De bachelor, een dialoog, Utrecht, [1919], toneelstuk
- 1927: Het heksenproces, toneelpremière door Het Vereenigd Rotterdamsch Hofstad-Tooneel in theater Figi, Zeist[6]
- 19??: Diogenes, manuscript, toneelstuk

### Pamflet
- 1914: Pamflet tot aansporing van het stichten van een "Anti-Duitsch Wereldverbond", pamflet Rotterdam

### Essays en journalistiek
- 1912-1920 6x: Historische causeries: Emilie de Sainte-Amaranthe, Madame de Montesson, Madame de Neuilly en de Fransche emigratie in Holland, Rotterdam, Nijgh & Van Ditmar, [1912], boek
- 1914 
  - 3x: Beau Brummell, "the prince of dandy's" en Giacomo Casanova, Utrecht,  Bruna, [1914], boek
  - Twee historische avonturiers: Beau Brummell en Giacomo Casanova, Rotterdam, D. Bolle, 1914
  - ? Marco Polo
- 1917: Een boek van typen, Utrecht,  Bruna, [1917], boek
- 1918 3x: Het moderne Fransche tooneel, Leiden, Sijthoff, 1918, boek
- 1920-1923 4x: Surprises, Leiden, 1920, boek
- 1920
  - 2x Humoresken en sarcasmen, Amsterdam, Van Holkema en Warendorf, 1920, boek
  - Nach den Kanarischen Inseln, Königl. Holländischer Lloyd, Amsterdam, rond 1920
- 1921: Epistolae Batavae, Het Nieuws van den Dag voor Nederlandsch-Indië
- 1924-1930 4x: Hoe leer ik skiloopen?, 's-Gravenhage, Leopold, 1924, boek
- 1926 2x: In vijf werelddeelen, 's-Gravenhage, Leopold, 1926, boek
- 1928: Uit het leven der Maori's, Onze Aarde, oktober 1928, artikel
- 1928-1930 3x: Een reis naar het hiernamaals : langs den weg van de psychical research en het spiritisme, Den Haag, Van Stockum, 1928, boek
- 1930: De Nederlandsche scheepvaart / Dutch shipping, Haarlem, Robbers [1930]
- 1933 3x: Twee occulte problemen, de mensch buiten zijn lichaam, uittredingsverschijnselen, de mensch in den horoscoop, experimenten op het gebied der astrologie, Den Haag, Van Stockum, 1933, boek
- 1934  
  - met A.J. van Braam Houckgeest, 2x: Inleiding tot en beschouwingen over het spiritisme, 's-Gravenhage, Van Stockum, [1934], boek
  - recensie van Wilhelm Tenhaeff: Hoofdstukken uit de Parapsychologie (1934)
- 19?? met Jan Feith, De goal: sport-satire in drie bedrijven, Haarlem, Tooneelfonds Bredero s.a.

### Poëzie
- 1920: Verzen van Elegast, Den Haag, Ons Vaderland 1920, boek, gedichten

### Brieven
- 1924-1925 met Willem Moll, Brieven van Cornelis Petrus van Rossem (1885-1934) aan Willem Moll (1888-1962), manuscript
- 1920-1921 met Herman Robbers, Brieven van Cornelis Petrus van Rossem (1885-1934) aan Herman Johan Robbers (1868-1937), manuscript